# 가면라이더 이그제이드
《가면라이더 에그제이드》(일본어: 仮面ライダーエグゼイド 가멘 라이다 에구제이도[*], 영어: Kamen Rider Ex-aid)는 일본 토에이의 특촬물 헤이세이 가면라이더 시리즈의 18번째 작품으로, 2016년 10월 2일부터 방영했다. 한국에서는 2018년 1월에 방영 시작해서 지금은 45화를 마지막으로 한국에서 끝났다.

## 개요
처음 슈트 디자인이 발표 되었을 때 사람들의
반응은 매우 이상하다 이게 가면라이더가
맞냐..라는 식의 반응이 있었으나 스토리가
진행되면 진행될수록 한편한편이 마지막화
같은 연출과 흥미진진함이 더해져 스토리에서
는 좋은 평가를 받았다 또한 슈트 게임과 의사라는 장르를 합쳐서 작품을 만든것도 상당히 독특하다는 평가를 받았다

## 줄거리
게임을 좋아하고 매우 잘하는 의사 호조에무는 어느날 게임캐릭터인 뽀삐를 만나 게이머 드라이버로 변신을 하고 이상현상, 게임 바이러스의 정체를 알고 사람의 미소를 위해 가면라이더 이그제이드로 변신하여 버그스터란 바이러스의 괴물과 싸워 사람들을 지켜내는 이야기이다.

## 등장인물
괄호 안은 한국어판 이름이다.

### 전뇌구명센터(CR)
- 호죠 에무 / 가면라이더 이그제이드(도명호)(천제풀레이어m)(최다에)

호죠 에무(일본어: 宝生 永夢)는 세이토대학부속병원에 근무하는 전공의이다. 액션 게임의 라이더 가면라이더 이그제이드(일본어: 仮面ライダーエグゼイド 가멘 라이다 에구제이도[*], 영어: Kamen Rider Ex-Aid)로 변신한다. 그리고 최초의 버그스터바이러스 감염자이다.주요 가샤트는 마이티 액션 X, 격돌 로보츠, 지글지글 버거, 드라고 나이트 헌터 Z, 열혈 스포츠, 마이티 브라더스 XX, 맥시멈 마이티 X, 하이퍼 무적, 액션 바이크 극장판 주요 가샤트는 마이티 크리에이터 VRX
- 카가미 히이로 / 가면라이더 브레이브(강인준)(천제풀레이어S)(이제현)

카가미 히이로(일본어: 鏡 飛彩)는 세이토대학부속병원에 근무하는 외과의이다. 롤플레잉 게임의 라이더 가면라이더 브레이브(일본어: 仮面ライダーブレイブ 가멘 라이다 부레이부[*], 영어: Kamen Rider Brave)로 변신한다. 주요 가샤트는 태들 퀘스트, 도래미파 비트, 드라고 나이트 헌터 Z, 태들 판타지, 태들 레거시
- 하나야 타이가 / 가면라이더 스나이프(한시완)(천제풀레이어m)(장홍우)

하나야 타이가(일본어: 花家 大我)는 건슈팅 게임의 라이더 가면라이더 스나이프(일본어: 仮面ライダースナイプ 가멘 라이다 스나이푸[*], 영어: Kamen Rider Snipe)로 변신한다. 의사면허를 박탈당했다. 주요 가샤트는 뱅뱅슈팅, 제트컴벳, 드라고 나이트 헌터 Z, 뱅뱅 시뮬레이션, 가면라이더 크로니클
- 쿠죠 키리야 / 가면라이더 레이저 / 가면라이더 레이저 터보(정세한)(천제풀레이어H)(이상열)

쿠죠 키리야(일본어: 九条 貴利矢)는 감찰의무원에 소속된 검시관이다. 레이스 게임의 라이더 가면라이더 레이저(일본어: 仮面ライダーレーザー 가멘 라이다 레자[*], 영어: Kamen Rider Lazer)로 변신한다. 주요 가샤트는 폭주 바이크, 아슬아슬 칼싸움, 프로토 열혈 스포츠, 프로토 제트컴벳
- 단 쿠로토 / 가면라이더 겐무(현도현/가면라이더 겜마)(천제풀레이어Q)(이수정)

단 쿠로토(일본어: 檀 黎斗)는 겐무 코퍼레이션의 최고경영자였다. 가면라이더 겜마(일본어: 仮面ライダーゲンム 가멘 라이다 겐무[*], 영어: Kamen Rider Genm)로 변신한다. 주요 가샤트는 프로토 마이티 액션 X, 열혈 스포츠, 데인져러스 좀비, 갓 맥시멈 마이티X, 겐무 무쌍
- 카리노 아스나 / 뽀삐 삐뽀빠뽀/ 가면라이더 뽀삐(박은설)(천제풀레이어D)(이영자)

카리노 아스나(일본어: 仮野 明日那)는 위생청에서 CR에 파견된 직원이다. 그녀의 정체는 도레미파 비트로부터 태어난 버그스터 뽀삐 삐뽀빠뽀(통칭:뽀삐(일본어: ポッピーピポパポ 봇피 봇피피보[*])주요 가샤트는 두근두근 크라이시스
- 사이바 니코 / 라이드플레이어 니코(안나희)

사이바 니코(일본어: 西馬 ニコ)는 프로게이머이다. 가면라이더 크로니클에 참전하여 라이드플레이어 니코(일본어: ライドプレイヤーニコ 라이도 부레이야 니코[*], 영어: Ride-Player Nico)로 변신한다. 주요 가샤트는 가면라이더 크로니클
- 카가미 하이마(강하일)

카가미 하이마(일본어: 鏡 灰馬)는 세이토대학부속병원의 원장으로, 히이로의 친부이다.
- 히나타 교타로(이상학)

히나타 교타로(일본어: 日向 恭太郎)는 위생성의 대성방관이다

### 겐무 코퍼레이션
- 고보시 쓰쿠루

고보시 쓰쿠루(일본어: 小星 作)는 겐무 코퍼레이션 개발부의 사원이다.
- 단 마사무네 / 가면라이더 크로노스

단 마사무네(일본어: 檀 正宗)는 겐무 코퍼레이션의 초대 사장이자 쿠로토의 친부이다. 가면라이더 크로니클(일본어: 仮面ライダークロノス 가멘 라이다 크로노스[*], 영어: Kamen Rider Cronus)로 변신하여 가면라이더 크로니클의 운영을 선언했다. 주요 가샤트는 가면라이더 크로니클

### 버그스터
- 파라드 / 가면라이더 패러독스

파라드(일본어: パラド 파라도[*], 영어: Parado)는 버그스터의 작전담당이며, 그 정체는 호조 에무로부터 태어난 최초의 버그스터. 쿠로토가 개발한 가샤트 기어 듀얼로 가면라이더 패러독스(일본어: 仮面ライダーパラドクス 가멘 라이다 바라도쿠스[*], 영어: Kamen Rider Para-DX)로 변신한다. 주요 가샤트는 퍼펙트 퍼즐,넉아웃 파이터,퍼펙트 넉아웃
- 그라파이트

그라파이트(일본어: グラファイト 구라화이토[*], 영어: Graphite)는 버그스터 진영의 전투 부문을 담당하며, 그 정체는 드래고 나이트 헌터 Z로부터 태어난 버그스터이다.
- 아마가사키 렌 / 러브리카

아마가사키 렌(일본어: 天ヶ崎 恋)은 쿠로토가 실종된 뒤 겐무 코퍼레이션의 사장으로 취임했다. 그의 정체는 연애 게임 도키메키 크라이시스의 러브리카 버그스터(일본어: ラヴリカバグスター 라부리카 바구스타[*])이다.

## 출연진

### 주역, 조역
- 호조 에무(도명호) / 가면라이더 에그제이드(가면라이더 이그제이드)(목소리) - 이이지마 히로키 / 김혜성 / 다카하시 라이(어린 시절)
- 카가미 히이로(강인준) / 가면라이더 브레이브(목소리) - 세토 토시키 / 류승곤
- 하나야 타이가(한시완) / 가면라이더 스나이프(목소리) - 마쓰모토 우쿄 / 이호산
- 단 쿠로토(현도현) / 가면라이더 겐무(가면라이더 겜마(목소리) - 이와나가 데쓰야 / 정재헌 / 사토 미쓰마사(어린 시절)
- 카리노 아스나(박은설) / 뽀삐 삐뽀빠뽀 / 가면라이더 뽀삐(목소리) - 마쓰다 루카 / 김연우
- 쿠죠 키리야(정세한) / 가면라이더 레이저(목소리) - 오노즈카 하야토
- 파라드 / 가면라이더 패러독스(목소리) - 가이 쇼마
- 그라파이트 / 그라파이트 버그스터(목소리) - 마치이 쇼마
- 가가미 하이마(강하일) - 하카타 하나마루
- 히나타 교타로 - 노무라 히로노부
- 단 마사무네(현종수) / 가면라이더 크로노스(목소리) - 타카미 히로유키
- 사이바 니코 / 라이드플레이어 니코(목소리) - 구로사키 레이나
- 고보시 쓰쿠루 - 우노 쇼헤이
- 아마가사키 렌 - 고테 신야

### 목소리 출연
- 라이더 가샤트 음성 - 카게야마 히로노부/서반석
- 내레이션, 아마가사키 렌(일부 목소리), 러브리카 버그스터, 가면라이더 크로니클 가샤트 음성, 가샤콘 버그바이저 츠바이/버글드라이버 츠바이 음성 - 스와베 준이치

## 음악
주제가
「EXCITE」
- 노래: 서반석

삽입 노래
「Let's try together」 (13~15)
「Wish in the dark」 (17, 18)
「PEOPLE GAME」 (24~26)
「Real Game」 (29)
「JUSTICE」 (33)
「Time of Victory」 (36)

## 한국어판 목소리 출연
- 성우김혜성: 도명호/이그제이드[이경란]
- 성우 류승곤: 강인준/브레이브[장홍우]
- 성우이호산: 한시완/스나이프[이수정]
- 성우정재헌 : 현도현/겜마
- 김연우: 박은설/뽀삐 삐뽀빠뽀
- 박성영: 정세한/레이저, 갓톤 버그스타, 하상진, 가이덴, 변영수, 씨드, 진만
- 윤아영: 안나희/라이드 플레이어
- 김일: 현종수/크로노스
- 홍진욱: 이상학
- 최원형: 강하일, 내레이션
- 박요한: 솔티 버그스터
- 김은연: 우승재, 오연주, 최동윤, 어린 도현, 박소망
- 강은애: 어린 명호, 용기 엄마, 서지우, 주환희, 전수영, 동윤 엄마
- 서반석: 파라드(패러독스)/벨트
- 이창민: 그라 파이트, 백강희, 버거몬, 차리
- 정주원: 알람 버그스터, 서정하, 버니어, 러블리카
- 이인석: 나정훈
- 이다은: 김용기, 송유빈, 사범, 하늘, 홍수현
- 박서진: 윤선일, 남용주
- 방성준: 전영만
- 이재범: 김성운
- 남도형: 럭키/레오 레드
- 최낙윤: 안정연
- 정의한: 조윤권, 임지웅, 주성민
- 김진홍: 최익환, 김민기
- 손선영: 김미숙
- 이승행: 김우종, 민태용
- 최승훈: 빌드
- 장홍우:소드

## 방영 목록
| 방송일          | 화수    | 부제                                                                                             |
| --------------- | ------- | ------------------------------------------------------------------------------------------------ |
| 2016년 10월 2일 | 제 1화  | I'm a 가면라이더! (일본어: I’m a 仮面ライダー！ 아이무 아 가멘 라이다[*])                        |
| 10월 9일        | 제 2화  | 천재 두 명은 no thank you? (일본어: 天才二人は no thank you？ 덴사이 후타리 와 노 산큐[*])       |
| 10월 16일       | 제 3화  | Ban 한 녀석이 온다! (일본어: BANしたあいつがやってくる！ 반 시타 아이쓰 가 얏테쿠루[*])          |
| 10월 23일       | 제 4화  | 오퍼레이션의 이름은 Dash! (일본어: オペレーションの名はDash！ 오페레숀 노 나 와 닷슈[*])         |
| 10월 30일       | 제 5화  | 전원 집결, 돌격 crash! (일본어: 全員集結、激突Crash！ 젠인 슈케쓰 게키토쓰 구랏슈[*])            |
| 11월 13일       | 제 6화  | 고동을 새겨라 in the heart! (일본어: 鼓動を刻め in the heart！ 고도 오 기자메 인 자 하토[*])     |
| 11월 20일       | 제 7화  | Some lie의 비법! (일본어: Some lieの極意！ 사무 라이 노 고쿠이[*])                               |
| 11월 27일       | 제 8화  | 사나이들이여, fly high! (일본어: 男たちよ、Fly high！ 오토코타치 요 후라이 하이[*])              |
| 12월 4일        | 제 9화  | Dragon을 날려버려라! (일본어: Dragonをぶっとばせ！ 도라곤 오 붓토바세[*])                        |
| 12월 11일       | 제 10화 | 불협화 doctors! (일본어: ふぞろいのDoctors！ 후조로이 노 도쿠타즈[*])                            |
| 12월 18일       | 제 11화 | Who's 검은 가면라이더? (일본어: Who's 黒い仮面ライダー？ 후즈 구로이 가멘 라이다[*])             |
| 12월 25일       | 제 12화 | 표적이 된 백은의 Xmas! (일본어: 狙われた白銀のXmas！ 네라와레타 하쿠긴 노 구리스마스[*])         |
| 2017년 1월 8일  | 제 13화 | 정해진 destiny (일본어: 定められたDestiny 사다메라레타 데스티니[*])                              |
| 1월 15일        | 제 14화 | We're 가면라이더! (일본어: We're 仮面ライダー！ 위아 가멘 라이다[*])                             |
| 1월 22일        | 제 15화 | 새로운 challenger 나타나다! (일본어: 新たなchallenger現る！ 아라타 나 자렌자 아라와루[*])        |
| 1월 29일        | 제 16화 | 타도 M의 paradox (일본어: 打倒MのParadox 다토 에무 노 바라돗쿠스[*])                             |
| 2월 5일         | 제 17화 | 규격 외의 Burgster? (일본어: 規格外のBURGSTER？ 기카쿠가이 노 바구스타[*])                       |
| 2월 12일        | 제 18화 | 밝혀지는 truth! (일본어: 暴かれしtruth！ 아바카레시 두루스[*])                                   |
| 2월 19일        | 제 19화 | Fantasy는 갑자기!? (일본어: Fantasyは突然に!? 환타지 와 도쓰젠 니[*])                            |
| 2월 26일        | 제 20화 | 역풍으로부터의 take off! (일본어: 逆風からのtake off！ 갸쿠후 가라 노 데이쿠 오후[*])            |
| 3월 5일         | 제 21화 | Mystery를 쫓아라! (일본어: mysteryを追跡せよ！ 미스테리 오 쓰이세키 세요[*])                     |
| 3월 12일        | 제 22화 | 짜여진 history! (일본어: 仕組まれたhistory！ 시쿠마레타 히스토리[*])                             |
| 3월 19일        | 제 23화 | 극한의 dead or alive! (일본어: 極限のdead or alive！ 교쿠겐 노 뎃도 오아 아라이부[*])            |
| 3월 26일        | 제 24화 | 큰 뜻을 품고 go together! (일본어: 大志を抱いてgo together！ 다이시 오 이다이테 고 두게자[*])    |
| 4월 2일         | 제 25화 | New game 기동! (일본어: New game 起動！ 뉴 게무 기도[*])                                         |
| 4월 9일         | 제 26화 | 생존을 건 players (일본어: 生存を賭けたplayers 세이존 오 가케타 부레이야즈[*])                   |
| 4월 16일        | 제 27화 | 승자에게 바치는 love & peace! (일본어: 勝者に捧ぐlove＆peace！ 쇼샤 니 사사구 라부 안도 비스[*]) |
| 4월 23일        | 제 28화 | Identity를 초월하여 (일본어: Identityを超えて 아이덴티티 오 고에테[*])                           |
| 4월 30일        | 제 29화 | We're 나!? (일본어: We're 俺!? 위아 오레[*])                                                     |
| 5월 7일         | 제 30화 | 최강 vs 최강! (일본어: 最強VS最強！ 사이쿄 바사스 사이쿄[*])                                     |
| 5월 14일        | 제 31화 | 금단의 continue!? (일본어: 禁断のContinue!? 긴단 노 곤티뉴[*])                                   |
| 5월 21일        | 제 32화 | 내려진 judgment (일본어: 下されたJudgment！ 구다사레타 잣지멘토[*])                              |
| 5월 28일        | 제 33화 | Company 재편! (일본어: Company再編！ 간파니 사이헨[*])                                           |
| 6월 4일         | 제 34화 | 이루어진 rebirth! (일본어: 果たされしrebirth！ 하타사레시 리바스[*])                             |
| 6월 11일        | 제 35화 | Partner를 구출하라! (일본어: Partnerを救出せよ！ 바토나 오 규슈쓰 세요[*])                       |
| 6월 25일        | 제 36화 | 완전 무적의 gamer! (일본어: 完全無敵のGAMER！ 간젠 무테키 노 게마[*])                            |
| 7월 2일         | 제 37화 | White knight의 각오! (일본어: White knightの覚悟！ 호와이토 나이토 노 가쿠고[*])                 |
| 7월 9일         | 제 38화 | 눈물의 period (일본어: 涙のperiod 나미다 노 비리오도[*])                                         |
| 7월 16일        | 제 39화 | Goodbye 나! (일본어: Goodbye俺！ 굿도바이 오레[*])                                               |
| 7월 23일        | 제 40화 | 운명의 reboot! (일본어: 運命のreboot！ 운메이노 리부토[*])                                       |
| 7월 30일        | 제 41화 | Reset 된 게임! (일본어: Resetされたゲーム！ 리셋토 사레타 게무[*])                               |
| 8월 6일         | 제 42화 | God 강림! (일본어: God降臨！ 곳도 고린[*])                                                       |
| 8월 13일        | 제 43화 | 백의의 license (일본어: 白衣のlicense 하쿠이 노 라이센스[*])                                     |
| 8월 20일        | 제 44화 | 마지막 smile (일본어: 最期のsmile 사이고 노 스마이루[*])                                         |
| 8월 27일        | 최종화  | 끝없는 game (일본어: 終わりなきGAME 오와리나키 게무[*])                                          |

| 이전 가면라이더 고스트 2015년 10월 4일 ~ 2016년 9월 25일 | 제 18대 헤이세이 가면라이더 시리즈 2016년 10월 2일 ~ 2017년 8월 27일 | 다음 가면라이더 빌드 2017년 9월 3일 ~ 2018년 8월 26일 |